# Tiroler Tageszeitung
Il Tiroler Tageszeitung è un quotidiano regionale austriaco fondato ad Innsbruck nel 1945.

## Storia
La testata fu fondata dalle forze di occupazione americane il 21 giugno 1945 come successore dell'Innsbrucker Nachrichten. Dal momento che Innsbruck si trovava nella zona di occupazione francese, il giornale fu pubblicato dalle truppe transalpine solo a partire dal 10 luglio successivo. I francesi impiegarono nella redazione esclusivamente giornalisti austriaci non gravati da alcun passato nazista. Il giornale doveva denazificare la popolazione attraverso la selezione dei suoi articoli, insegnare loro una mentalità democratica e informarli sugli sviluppi politici, economici e culturali che si erano verificati nel mondo durante la guerra.